# Schnurrer

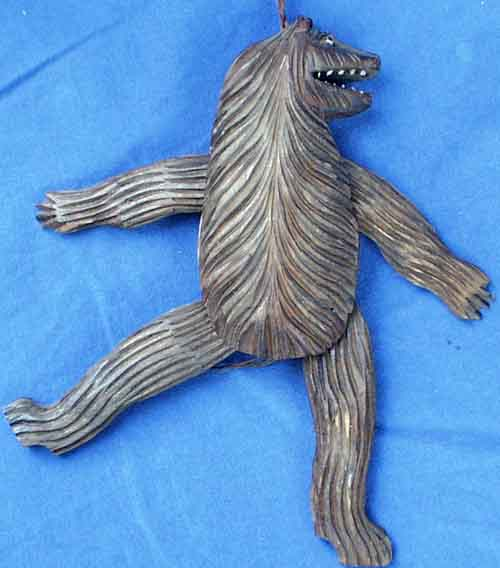
Schnurrer holzgeschnitzt aus Gröden (Anfang-Mitte 19. Jahrhundert)

Ein Schnurrer, auch Schwirrer, Brummer oder Brummknopf, ist ein altes Spielzeug und Musikinstrument. Ein Schnurrer besteht aus einem festen Mittelteil, durch den eine flexible Schlinge (Schnur) gezogen wird. Mit dem Mittelteil wird zu Beginn des Spiels die Schlinge eingedreht. Dann werden die beiden Enden (Schlaufen) der Schlinge auseinandergezogen und der Schnurrer beginnt sich zu drehen. Wird es richtig gemacht, so sollte sich die Schlinge in umgekehrter Richtung wieder eindrehen, während die Enden wieder etwas locker gelassen werden. Das Ein- und Ausdrehen erzeugt ein schnurrendes, summend-brummendes Geräusch.
Im Mittelalter wurden kleine Knochen von Schafen oder anderen Tieren für Schnurrer verwendet. Heutzutage nimmt man Knöpfe oder Scheiben vorwiegend aus Holz, Kunststoff oder Karton.
Das Spiel ist in mehreren Kulturkreisen bekannt: brúgattyú (Ungarn und Székler), imiglutaq (Karibu-Inuit). In technischem Sinne ist es ein Torsionspendel, ein Oszillator, bei dem das regelmäßig wechselnde Auseinanderziehen und Nachlassen der Spieler zur Rückkopplung dient und eine ungedämpfte, selbsterregte Oszillation ermöglicht.